# 100 متر
100 متر هي أقصر مسافة سباق تقام منافساتها في المضامير المفتوحة. يطلق عادة على الفائز بهذا السباق أسرع رجل/امرأة في العالم، رغم أن متوسط السرعة في سباق 200 متر في العادة أسرع من 100 متر، علي أية حال فإن الرقم الحالي لسباق 100 متر هو أسرع من 200 متر (متوسط).

## أرقام قياسية
في سباقات الرجال، تم تحطيم الرقم القياسي 12 مرة منذ أن تم ادخال نظام التوقيت الإلكتروني عام 1968 حتى عام 2009 حيث يحمل الرقم القياسي البالغ 9.58 ثانية العداء الجمايكي أوسيان بولت، قبل هذا الرقم لم يزد الرقم الجديد عن الرقم السابق بأكثر من نصف بالمائه جزء من الثانية، أما الرقم الحالي فقد تحطم بفارق 11 جزء من الثانية. أما الرقم القياسي في سباقات النساء فهو مسجل باسم العداءة الأمريكية فلورانس غريفيث جوينر حيث قامت بتحطيم الرقم عام 1988.

## اقرأ أيضا
- اتاحة الطاقة
- تدريب الفترة

## وصلات خارجية
- الأرقام القياسية لمسافة 100 متر في الموقع الرسمي للإتحاد الدولي لألعاب القوى (بالإنجليزية)